# Table Rock (Caroline du Nord)
Table Rock est une montagne située dans la partie orientale de la Linville Gorge Wilderness (en), une partie de la forêt nationale de Pisgah en Caroline du Nord. Elle présente une formation rocheuse unique dans la région et constitue un sommet notable.
Il offre une randonnée rapide depuis un parking à proximité. Il est également très populaire pour la pratique de l'escalade. Il est décrit comme ayant une « réputation nationale d'être le meilleur endroit pour grimper dans le Sud-Est des États-Unis », et le « centre de la pratique de l'escalade des gorges de Linville ».
Table Rock est également connu pour sa flore. Les botanistes André Michaux et John Fraser y ont trouvé diverses plantes au XIXe siècle.
Table Rock a été décrit comme « le symbole le plus visible dans la région ». L'ancien sénateur de la Caroline du Nord, Sam Ervin, a déclaré qu'il se retirait dans la ville voisine de Morganton pour « regarder les splendides couchers de soleil sur Table Rock ». En outre, dans le roman Maître du monde, Jules Verne décrit Table Rock, qui s'appelle Great-Eyry dans le livre, comme « se haussant haut au-dessus de la vallée et provoquant parfois des sons étranges et des incendies au-dessus du petit village de Morganton ».
Un incendie a ravagé la région en novembre 2013. Au moins une centaine de pompiers ont été mobilisés.